# Fiona Campbell-Walter
Fiona Frances Elaine Campbell-Walter, früher Baronin Thyssen-Bornemisza de Kászon et Impérfalva (geborene Walter, * 25. Juni 1932, Auckland, Neuseeland) ist ein ehemaliges britisches Model aus Neuseeland. Sie hatte eine erfolgreiche Karriere in den 1950er Jahren, als sie von Henry Clarke und Cecil Beaton fotografiert wurde. Campbell-Walter erhielt auch einige Aufmerksamkeit für ihre Beziehung mit Alexander Onassis, dem Erben des griechischen Reeders Onassis, mit dem sie eine Affäre hatte, nachdem sie sich von ihrem Ehemann Baron Hans Heinrich Thyssen-Bornemisza de Kászon et Impérfalva getrennt hatte.

## Leben
Campbell-Walter wurde am 25. Juni 1932 in Takapuna, Auckland, geboren. Ihre Eltern waren der Rear Admiral Keith McNeil Walter (1904–1976) und Frances Henriette Campbell (* 1904). Ihre Mutter war die älteste Tochter von Sir Edward Campbell, 1. Baronet (of Airds Bay), und erbte 1954 beim kinderlosen Tod ihres Bruders Sir Charles Campbell, 2. Baronet, die Ländereien der Familie in Argyllshire. Ihr Vater ergänzte deshalb bereits 1952 den Familiennamen um den ihrer Mutter zu „Campbell-Walter“ und wurde ein Mitglied des schottischen Clan Campbell. Ihr Vater war ein hochrangiger Offizier der Royal Navy und ein Aide-de-camp für George VI. und Elisabeth II. Ihre Mutter war eine Enkelin des Philatelisten Arthur John Warren. Sie ist eine Tante von Jamie Campbell-Walter.

## Karriere
Campbell-Walters Mutter ermutigte ihre Tochter, sich als Fotomodell zur Verfügung zu stellen, und bereits im Teenager-Alter wurde sie von Henry Clarke fotografiert. Sie ging daraufhin an die Lucie Clayton Charm Academy, eine Model-Agentur mit Sitz in London und finishing school. Sie trat als Model auf und war eine Favoritin des Fotografen Cecil Beaton. In den 1950er Jahren verdiente sie bis zu 2.000 £ pro Tag. Im Januar 1953 erschien sie auf dem Cover des Life Magazine und erhielt eine Fotoserie in der Vogue. Sie wurde auch von John French, Elsbeth Juda, Norman Parkinson und David Bailey fotografiert und modelte für Christian Dior, Jacques Fath und Elsa Schiaparelli.

## Familie
Am 17. September 1956 heiratete sie Hans Heinrich Baron Thyssen-Bornemisza de Kászon et Impérfalva (1921–2002) in Castagnola, einem Schweizer Dorf am Ufer des Luganersees. Sie war bereits die dritte Frau von Thyssen-Bornemisza. Durch ihre Hochzeit wurde sie selbst Baronin, zog sich aus dem Fotomodell-Gewerbe zurück und zog in die Villa Favorita am Luganersee. Mit ihrem Mann hatte sie zwei Kinder:
- Francesca Anne Dolores Baronin Thyssen-Bornemisza (* 1958), ⚭ Karl Habsburg-Lothringen;
- Lorne Johannes Baron Thyssen-Bornemisza (* 1963).

Sie ließ sich jedoch am 20. Januar 1965 wieder von Thyssen-Bornemisza scheiden und zog mit ihren Kindern nach London.
1969 erregte sie nochmals mediales Interesse aufgrund einer Affäre mit Alexander Onassis. Onassis hatte Campbell-Walter, eine Freundin seiner Mutter und 16 Jahre älter als er, zu einer Dinner-Party eingeladen und sich dort mit ihr eingelassen.